# Bittium larum
Bittium larum är en snäckart som beskrevs av Bartsch 1911. Bittium larum ingår i släktet Bittium och familjen Cerithiidae. Inga underarter finns listade i Catalogue of Life.